# Daucus glaber
Daucus glaber är en flockblommig växtart som beskrevs av Philipp Filip Maximilian Opiz och C$kelak. Daucus glaber ingår i släktet morötter, och familjen flockblommiga växter. Inga underarter finns listade i Catalogue of Life.